# David Bagué

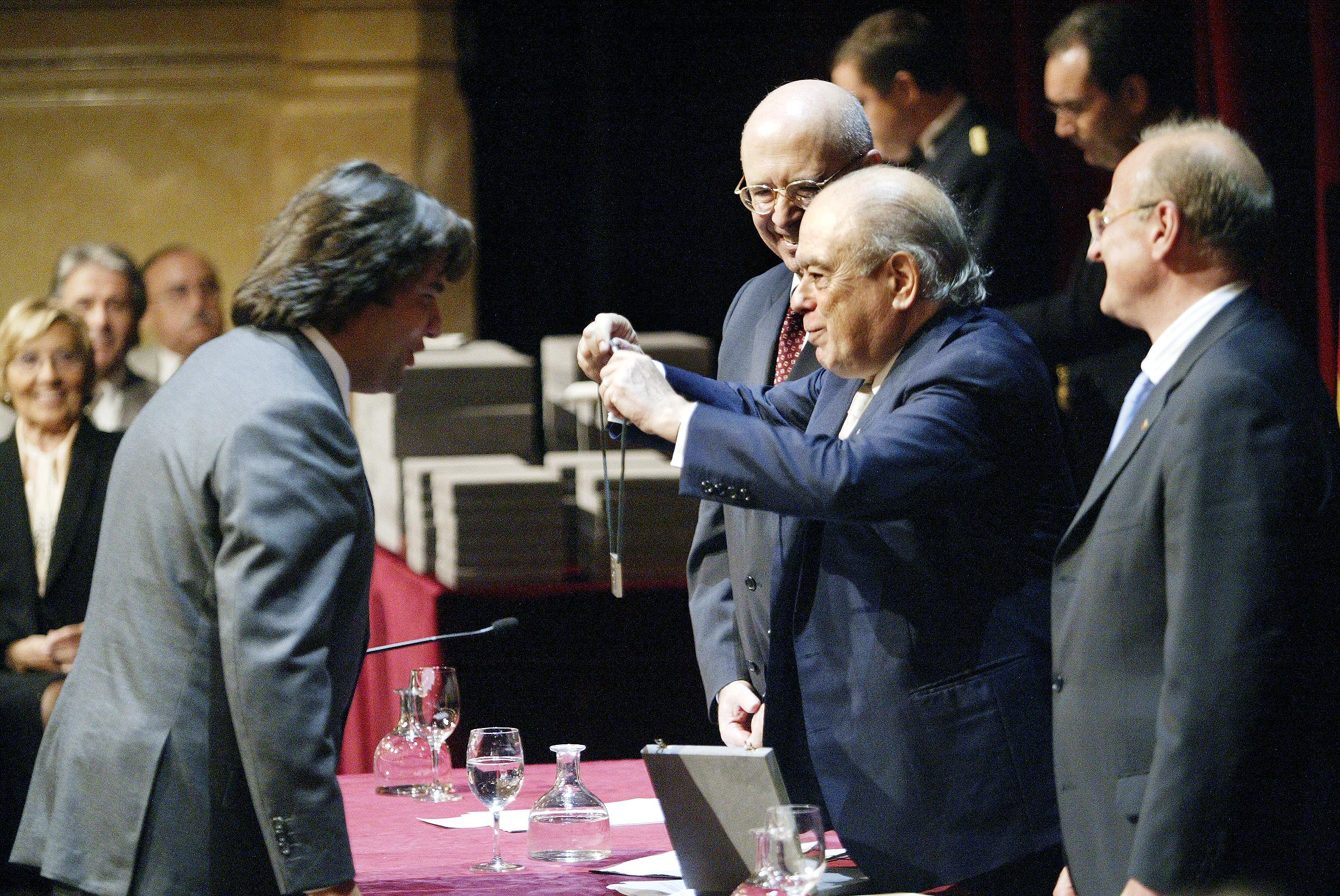
David Bagué empfängt von Jordi Pujol den Creu-de-Sant-Jordi-Preis.

David Bagué i Soler (* 1964 in Barcelona) ist ein spanischer Geigenbauer.

## Leben
Er lebt und arbeitet in Gràcia, dem Künstlerviertel Barcelonas.
Die Beziehung zu Streichinstrumenten entwickelte sich schon in der frühen Kindheit, vor allem durch seinen Vater, einen Kunsttischler. Seine erste Violine baute David mit 12 Jahren im Selbststudium. Professionell lernte er den Geigenbau in Italien -- vor allem in Cremona, dem „Mekka“ des Musikinstrumentenbaus, wo er dann längere Zeit im Atelier bei Mathijs Adriaan Heyligers verbrachte.
Der mit dem Spitznamen „lo spagnoletto“ bezeichnete Künstler gilt in Spanien als Pionier der zeitgenössischen Luthiers. Bagué ist auch Präsident des Gremio de Luthiers y Arqueros de España (GLAE) und Mitarbeiter des Musikmuseums von Barcelona.
In einem Interview für die Wiener Zeitung bezeichnete er sich 2014 als Kunsthandwerker und erwähnte, dass er für den Bau einer Geige rund vier Monate brauche. Deswegen habe er eine Warteliste von über zwei Jahren.

## „Den Instrumenten eine Seele geben“
Im Folgenden einige Ausschnitte aus dem Interview.
„Als Beispiel der menschlichen Fähigkeit, etwas mit Seele zu schaffen, nenne ich hier einen Ferrari. Niemand lässt ein Ferrari kalt. Genauso, wie man auch einer Stradivari oder einer Pietà von Michelangelo nicht gleichgültig gegenüber steht. Diese Tendenz zum Perfektionismus, die […] auch heute noch gefunden werden kann, ist eine humanistische Einstellung, die den Menschen erlaubt, ihr Bestes zu geben. Ein Ferrari ist nun einmal ein grandioses Kunstwerk, zwar voll von Technologie, aber auch voll von Kunst.“
„Cremona ist für jeden Geigenbauer das Mekka, schon seit dem 16. Jahrhundert. Im 18. Jahrhundert wurde Cremona zum Epizentrum des Goldenen Zeitalters der Geigenbauer, dank Künstlern wie Amati, Guarneri und Stradivari. Diese Verbindung mit der Vergangenheit kann dort auch heute noch gesehen werden.“

„Als 17-Jähriger kam ich erstmals nach Cremona. Das war […] vor allem ein emotionaler Schock […] eine Lebenserfahrung, die mich noch heute stark mit dieser Stadt verbindet, wie eine Nabelschnur“
Zu Berufswahl: „Nicht ich habe das Geigenbauen gefunden, sondern es hat mich gefunden, als ich noch sehr jung war. Ich komme aus einer Arbeiterfamilie, wenngleich meine Großeltern Kunsthandwerker waren. Sie wussten bereits, wie man mit der Materie Holz umgeht.“ In dem Moment, wo sich Bagué entschloss, Instrumente bauen zu wollen, hatte er „ein Gefühl der Offenbarung: Mein ganzes Leben würde ich der Konstruktion dieser wunderschönen Objekte widmen!“

## Mentoren und Exklusivität
Als wichtigsten Mentor habe er Ruggiero Ricci kennengelernt: „Damals war Ricci am Mozarteum in Salzburg und beinahe am Ende seiner Karriere. Dennoch konnte ich noch gut 20 Jahre lang mit ihm zusammenarbeiten […] und auch mit dem weltberühmten Geiger Leonidas Kavakos. Und ich habe -- gemeinsam mit den Geigenbauern Stephen Peter Grainer und Florian Leonhart -- die Ehre, dass Meister Kavakos unsere Instrumente sein Eigen nennt.“
„Es ist außergewöhnlich, dass es in der schnelllebigen Welt von heute noch immer Menschen gibt, denen etwas exklusiv für sie Produziertes wichtig ist ... obwohl sie wissen, dass sie lange darauf warten müssen, da meine Arbeit nicht in Eile gemacht werden kann. Der Kunde und ich schaffen gemeinsam etwas, das noch nicht existiert. Das ist ein Akt des Glaubens und nicht vergleichbar mit irgendetwas anderem.“

## Filme
- Silvia Cachafeiro (2014): Der Geigenbauer. Reportage, Servus TV (TM Wissen), 9. Februar 2014, 10 min.
- Die besten Geigen der Welt. Der Stradivari-Komplex - Dokumentarfilm über den außergewöhnlichen Geigenbauer David Bagué (2013)[1]